# Hulhumalé
Hulhumalé är en konstgjord ö i Maldiverna. Den ligger 5 kilometer nordöst om huvudstaden Malé och är en del av stadskommunen Malé. Geografiskt ligger den i Norra Maléatollen. 